# Funiculaire de Montjuïc
Ne doit pas être confondu avec Téléphérique de Montjuïc.
Le funiculaire de Montjuïc est un moyen de transport de la ville de Barcelone en Catalogne en Espagne qui facilite l'accès à la colline de Montjuïc.
La ligne est principalement en tunnel et est connectée au métro de Barcelone par la station Paral·lel (Ligne 2 et 3). La station supérieure du funiculaire (Parc de Montjuïc)  est située à côté de la station inférieure du téléphérique de Montjuïc donnant accès au château de Montjuïc.
Le funiculaire est l'un des trois en service à Barcelone avec le funiculaire du Tibidabo et le funiculaire de Vallvidrera, tous trois exploités par TMB.

## Histoire
La ligne a été mise en service en 1928 pour l'Exposition internationale de Barcelone de 1929.  Ses deux stations sont l'œuvre de l'architecte Ramon Reventós.
Elle a été largement reconstruite en 1992 afin de faire face au trafic engendré par le stade olympique Lluís-Companys lors des Jeux olympiques d'été de 1992.

## Horaires et tarification
Les horaires du funiculaire sont établis en fonction des saisons.
- Du 1er janvier au 31 mars et du 28 octobre au 31 décembre 2019 :
  - Lundi au vendredi de 7 h 30 à 20 h
  - Samedi, dimanche et jours fériés de 9 h à 20 h
- Du 1er avril au 27 octobre 2019 :
  - Lundi au vendredi : de 7 h 30 à 22 h
  - Samedi, dimanche et jours fériés de 9 h à 20 h

Les tarifs pour le funiculaire s'appliquent de même forme que pour l'ensemble du réseau : 
- Trajet unique : 2,20 €
- 4 trajets (T-4) : 10,20 €
- 10 trajets (T-10) : 10,20 €
- 50 trajets en 30 jours (T-50/30) : 43,50 €
- Nombre illimité de voyages pour 1 jour (T-dia) : 8,60 €
- Nombre illimité de voyages pour 1 mois (T-mes) : 54,00 €
- Nombre illimité de voyages pour 1 trimestre (T-trimestre) : 145,30 €

## Détails techniques
| Nombre de stations   | 2                                                |
| Configuration        | Voie unique avec un évitement                    |
| Longueur de la ligne | 758 m                                            |
| Inclinaison          | 76 m                                             |
| Pente maximale       | 18 %                                             |
| Pente moyenne        | 10,1 %                                           |
| Écartement des rails | 1 200 mm                                         |
| Nombre de voitures   | 2 à 3 par rame                                   |
| Capacité             | 400 passagers par rame 8 000 passagers par heure |
| Vitesse commerciale  | 5 m/s, (18 km/h)                                 |
| Vitesse maximale     | 10 m/s, (36 km/h)                                |
| Temps de parcours    | 2 minutes                                        |
| Temps d'attente      | 1 minute                                         |
| Intervalle           | 10 minutes                                       |
| Traction             | Électrique                                       |